# Benjamin Brantlind
Benjamin Gustav Brantlind, född 15 augusti 2008 i Kungälv, är en svensk fotbollsspelare som spelar för IFK Göteborg. Han skrev på sitt första a-lagskontrakt inför säsongen 2024 och gjorde sin allsvenska debut senare samma säsong.